# Nicolas Raffron de Trouillet
Pour les articles homonymes, voir Trouillet.
 (août 2019).
Si vous disposez d'ouvrages ou d'articles de référence ou si vous connaissez des sites web de qualité traitant du thème abordé ici, merci de compléter l'article en donnant les références utiles à sa vérifiabilité et en les liant à la section « Notes et références ».
Nicolas Raffron de Trouillet, né à Paris le 20 février 1723 et mort à Paris le 2 août 1801, est un homme politique français.

## Biographie
Sous l'Ancien Régime, Nicolas Raffron de Trouillet était avocat puis devint diplomate.
Âgé de soixante-neuf ans, il est élu député à la Convention par le département de la Seine en 1792. Il siège aux côtés des Montagnards. Lors du Procès de Louis XVI il vote la mort (« il faut se hâter de purger le sol de la patrie de ce monstre odieux »). Mais après le 21 janvier 1793, il prend ses distances.
Député thermidorien, il demande la mise en accusation de Jean-Baptiste Carrier et de Guislain-François-Joseph Le Bon.
Il est élu député du Conseil des Cinq-Cents par le département du Nord, il préside la première séance de cette assemblée comme étant le plus âgé. Il se retire de la vie politique en 1797.